# Łódź z Tune

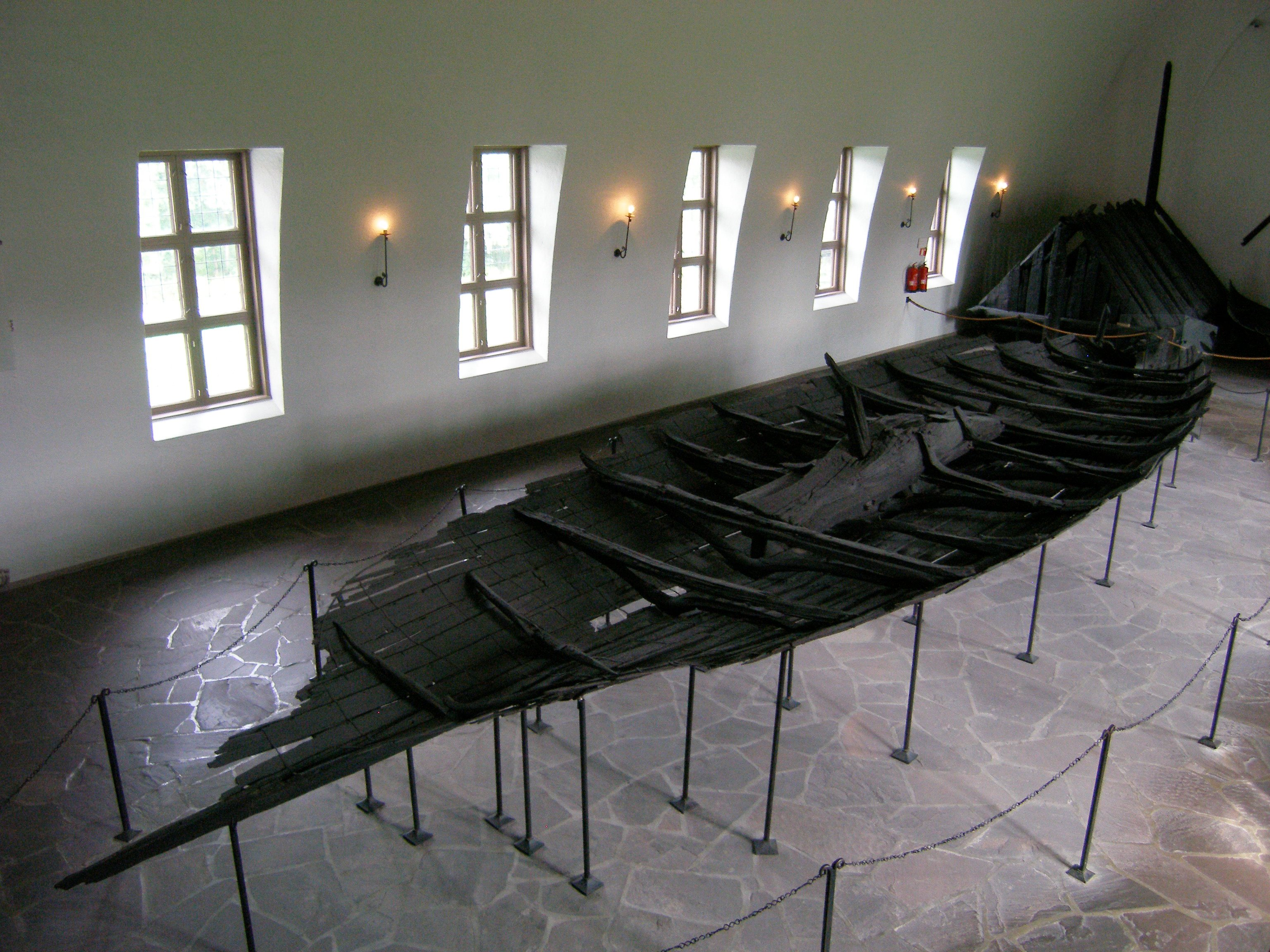
Łódź na ekspozycji w Muzeum Łodzi Wikingów w Oslo

Łódź z Tune – datowana na ok. 910 rok łódź wikińska, odnaleziona w 1867 roku we wnętrzu kurhanu położonego na farmie Nedre Haugen w Rolvsøy koło Fredrikstad w Norwegii. Eksponowana jest w Muzeum Łodzi Wikingów w Oslo.
Zabytek został wydobyty podczas prac archeologicznych prowadzonych przez profesora Olufa Rygha. W łodzi złożony był pochówek mężczyzny. Pośpieszne i niedbałe wykopaliska doprowadziły do częściowego uszkodzenia statku oraz rozkradzenia wyposażenia grobowego. Wykonany z drewna dębowego okręt miał około 19 m długości i 4,2 m szerokości. Posiadał 11 par wioseł i służył do żeglugi po wodach przybrzeżnych.